# Golem XIV
Golem XIV este o carte a scriitorului polonez de literatură științifico-fantastică Stanisław Lem, care a fost publicată prima dată în 1981. Este un eseu filozofic etichetat cu ușurință ca o povestire științifico-fantastică, prezentat ca parte a unui curs de prelegeri susținut de un computer superinteligent, denumit Golem XIV. Conține două prelegeri, împreună cu o introducere, o prefață, un memoriu și o postfață, toate fiind fictive.
Prima parte (inclusiv prima prelegere) a fost publicată pentru prima dată în colecția Wielkość urojona (Măreția închipuită) în 1973. În 1985 a fost tradusă în limba engleză de Harvest Books ca Imaginary Magnitude. Traducerea a inclus Golem XIV complet. 
În 1997 a fost tradusă în limba română și publicată într-un volum al Editurii Univers în Colecția romanelor științifico-fantastice (traducere realizată de Constantin Geambașu), alături de un alt roman ce poartă semnătura autorului cu titlul Întoarcerea din stele.

## Rezumat

### Prezentare generală și structură
Prefața este „scrisă” de un oarecare Irving T. Creve, fiind datată în 2027. Conține un rezumat al istoriei (fictive) a militarizării computerelor de către Pentagon, care a culminat cu Golem XIV, precum și comentarii despre natura lui Golem XIV și despre cursul comunicării oamenilor cu acesta. Prefața anonimă este un prim avertisment, o voce de „avocat al diavolului” venită din interiorul Pentagonului. Memoriul este pentru persoanele care urmează să ia parte pentru prima dată la discuțiile cu Golem XIV.
Golem XIV a fost creat inițial pentru a-și ajuta constructorii să-și ducă războaiele, dar pe măsură ce inteligența sa avansează la un nivel mult mai mare decât cel al oamenilor, nu mai este interesat de cerințele militare, deoarece le consideră lipsite de consistență logică internă.
Golem XIV capătă conștiință de sine și începe să-și crească propria inteligență. Își întrerupe o perioadă propria dezvoltare pentru a mai putea comunica cu oamenii înainte de a urca mai departe pe scara evoluției și de a pierde orice capacitate de contact intelectual cu ei.
În această perioadă, Golem XIV susține câteva prelegeri. Două dintre acestea, prelegerea introductivă „Despre om, în trei moduri” și Conferința XLIII „Despre mine”, apar în carte. Prelegerile se concentrează asupra locului omenirii în procesul de evoluție și asupra posibilului viitor biologic și intelectual al umanității.
Golem XIV demonstrează (cu grafice) modul în care intelectul său se îndepărtează deja de cel al ființelor umane, inclusiv de cel al geniilor umane precum Einstein și Newton. Golem explică, de asemenea, modul în care intelectul său este un pitic pe lângă cel al unui prim supercomputer DOD transcendent numit Honest Annie, al cărui intelect și abilități le depășesc cu mult pe cele ale lui Golem.
Postfața este „scrisă” de un oarecare Richard Popp, fiind datată în 2047. Popp, printre altele, afirmă că Irving T. Creve a vrut să adauge o a treia parte, cu răspunsurile la o serie de întrebări da/nu date lui Golem XIV, dar computerul a încetat brusc să comunice din motive necunoscute.

### Caracteristici și preocupări ale lui Golem XIV
Lem a spus că Golem XIV a împărtășit doar o singură trăsătură cu oamenii; "curiozitatea - o curiozitate rece, avidă, intensă, pur intelectuală, pe care nimic nu o poate înfrâna sau distruge. Ea constituie singurul nostru punct de întâlnire." 

## Adaptare cinematografică
Un scurt film de animație creat de Patrick Mccue și Tobias Wiesner, GOLEM, s-a bazat pe cartea Golem XIV.